# La Duchesse de Langeais (1942)
La Duchesse de Langeais is een Franse film van Jacques de Baroncelli die werd uitgebracht in 1942.
Het scenario is gebaseerd op de gelijknamige roman (1832) van Honoré de Balzac.

## Samenvatting
Het verhaal speelt zich af in Parijs in 1820. De hertogin van Langeais is een van de sterren van het mondaine leven in de faubourg Saint-Germain, de thuishaven van de oude aristocratie. Ze heeft een ongelukkig huwelijk. Dat weerhoudt er haar echter niet van mannen te verleiden. Ze bezwijkt echter nooit voor hun avances. 
Op een dag wordt generaal Armand de Montriveau hevig verliefd op deze kokette en goedlachse levensgenietster. Zoals verwacht houdt de hertogin haar aanbidder op afstand, ze wil enkel een platonische relatie met hem. De hopeloos verliefde Montriveau geeft niet op maar zijn soms opdringerige hofmakerij maakt aanvankelijk geen enkele indruk op haar. Na een tijd moet ze toch toegeven dat ze Montriveau liefheeft. Nu is het echter de beurt aan Montriveau om onverschilligheid voor te wenden.

## Rolverdeling
| Acteur               | Personage                       |
| -------------------- | ------------------------------- |
| Edwige Feuillère     | hertogin Antoinette de Langeais |
| Pierre Richard-Willm | Armand de Montriveau            |
| Charles Granval      | Frédéric de la Pérouse          |
| Catherine Fonteney   | majoor Edward Sidney            |
| Kise Delamare        | de Kolonel                      |
| Aimé Clariond        | de assistent van de kolonel     |
| Maurice Dorléac      | mevrouw Hui                     |
| Georges Grey         | sergeant Poussin                |
| Simone Renant        | Valérie                         |
| Georges Mauloy       | de speciale klant               |
| Jacques Varennes     | de hertog van Langeais          |